# نيكولاي يادرينتسيف
نيكولاي ميخالوفيتش يادرينتسيف ( ولد في 18 أكتوبر، 1842 أومسك - 7 يونيو، 1894 بارناول) كان شخصية عامة، مستكشف، عالم آثار، وعالم في العلوم الإنسانية المتعلقة بالعق التركي. تضمنت اكتشافاته الأبجدية التركية القديمة، عاصمة جنكيز خان، قراقورم و أوردو-باليق عاصمة إمبراطورية الأوريغور. كان أيضًا واحدًا من أبرز المؤسسين للحركة الانفصالية في سيبيريا.

## سيرة شخصية
ولد نيكولاي يادرينتسف لعائلة تجّار من أومسك. بعدما كان في الصالة الرياضية في مدينة تومسك، تم قبوله في جامعة سانت بطرسبرغ الحكومية. هناك بدأ عمله في النشاط العام. في عام 1860، يدًا بيد مع صديقه وتوأم روحه غريغوي بوتانين أنشأ يادرينتسف منظمة من الصربيين ضمت س.س.شاشكوف، ن.ا.ناوموف، ا.ف.أموليفسكي، ا.ا.خدياكوف، شوكان واليخانوف وآخرون، والذين أصبحوا فيما بعد علماء وكتاب بارزين. أدت الحركة الشعبية في ستينيات القرن التاسع عشر لاحتجاز أعضاء المنظمة الصربية. أنشئوا اتصالات مع الثوار الديموقراطيين، وقاموا بقراءة المحرمات الأدبية، وشالاكوا في الثورات الطلابية الأمر الذي أدى لاعتقالهم. في أثناء الأثناء وجهت مجلة «سبارك» ( بالروسية: إسكرا) مجلة معاصرة بتوجيه أصابع الإتهام ليادرينتسف في القسم الناقد في المجلة. في ستينيات القرن التاسع عشر أصبح يادرينتسف ديموقراطي ملتزم.